# Avenida Kalaw
La Avenida Kalaw (oficialmente calle Teodoro M. Kalaw y anteriormente ‘’calle San Luis’’) es una importante calle del distrito de Ermita (Manila), en la capital de Filipinas. Transcurre por el extremo sur del Parque Rizal, entre la calle de San Marcelino y el Boulevard Roxas, cerca del centro de la ciudad, formando parte de la ruta N155.

## Historia
Esta vía urbana se llamaba originariamente ‘’calle San Luis’’, como todavía es denominada por gran parte de la población de Manila, pero hoy en día recibe su nombre en honor del escritor e historiador filipino Teodoro M. Kalaw, que fue senador y director de la Biblioteca Nacional de Filipinas.

## Lugares de interés
La ubicación de esta avenida en pleno centro de la ciudad, junto al parque Rizal, hace que sea un privilegiado acceso a lugares tan importantes como el Museo de Historia Natural de Manila, el Museo Pambata, el Casino Español de Manila, la Biblioteca Nacional de Filipinas, o el Instituto Cervantes de Manila, entre otros. En ella misma también se encuentra el Archivo Nacional.
A su este se encuentran también la Plaza Salamanca y diversos establecimientos comerciales y hosteleros.